# 聖道明
聖道明（西班牙語：Santo Domingo de Guzmán Garcés O.P.，1170年8月8日—1221年8月6日），又稱為道明·德·古茲曼（Domingo de Guzmán）、奧斯馬的道明（Dominic of Osma），聖公宗傳統譯聖道明力，是西班牙神父，為道明會會祖及天主教會冊封的聖人。

## 出生
道明生於旧卡斯蒂利亚卡莱鲁埃加。他的名字是跟隨西羅斯(Silos)的聖道明而來，後者被認為是希望之母(hopeful mothers)的守護聖徒。根據從沙克索尼的喬登(Jodan of Saxony)而來的最早的敘事資料，道明的雙親的名字是古茲曼-菲立克斯(Felix Guzman)以及愛滋雅的朱安納(Juanna of Aza)。據說，在道明出生前，他不孕的母親做了一個往西羅斯修道院(Abbey at Silos)的朝聖之旅，並且夢到一隻狗從她的子宮中跳出來，而那隻狗的嘴巴咬著一個火把，似乎是要使世界著火起來。

## 教育與工作
道明在帕倫西亞的大學受教育(1184~1194)，他在那裏花了六年的時間學習文學以及四年的時間學習神學。1191年時西班牙發生飢荒，道明捐出他的錢，並且賣了他的衣服、家具、甚至珍貴的文件，去賙濟窮乏飢餓的人。完成學業前，即被任命為奧斯馬(Osma)大教堂的修士。

### 跟隨奧斯馬主教
1203至1204年間，他隨著奧斯馬主教迪亞哥(Diego)前往義大利，預備馬爾凱(Marches)領主的女兒與王子費迪南(Ferdinand)的婚禮，並護送她回到卡斯提爾。旅途中，他們看見異端─阿爾比派在法國南部的图卢兹大肆流行。它認為世界分為屬物的和屬靈的，物質是邪惡的，靈魂是良善的。主教察覺到教宗特使的傳道方式無法讓他們歸信天主。道明也發現阿爾比派的吸引人之處在於其領袖的禁慾生活，這與許多正統神職人員的輕鬆生活形成強烈對比。道明體認到對抗異端應該有更好的方式，他決定傳揚和教導正統教義。為了讓講論更具說服力，他委身於紀律的修院生活和刻苦的研讀。在那時期，該二元論信仰和正統信仰之間，爭論一直持續著。道明強調，只有能活出聖潔、謙卑、以及苦修生活的神職人員，能贏得那些二元論信徒的心、使之歸信正統信仰；但當時的教會，整體來說，無法提供這樣屬靈的保證。
為了對抗異端和傳揚真理，奧斯馬主教和道明前往羅馬，請求成立修會。但教宗依諾增爵三世拒絕了請求，轉而要求他們前往隆格多克，鞏固那裡的熙篤會僧侶，因為他們的生活非常世俗化，與阿爾比派領袖的禁慾生活形成巨大的對比。於是他們前往隆格多克並在這地區傳道，他們輕易地駁倒反對者。1206年，隨著歸信者增加，道明取得主教弗克(Fouques of Toulouse)的同意，在普魯伊爾(Prouille)成立女修道院(convent)，這是為了脫離阿爾比派的婦女而設立，這也是道明建立的第一個機構。奧斯馬主教死於西班牙，因為他的啟發，道明發展出如同使徒般的巡迴和托缽的傳道方式。

### 教宗討伐阿爾比派
1208年，第二位教宗特使遭阿爾比派暗殺，依諾增爵三世指派法國貴族西蒙率領十字軍討伐阿爾比派。道明隨軍而行，一方面宣揚恢復道德生活，一方面呼籲善待遭攻陷的城市居民。1213年，十字軍在米雷取得關鍵勝利，西蒙建立「玫瑰經聖母堂」(the chapel of Our Lady of the Rosary)。傳統認為玫瑰經是啟示給道明的，但在道明之前，人們已使用玫瑰經。1215年，討伐結束。關於道明對這場內戰的態度，我們並不清楚。有人說他以憐憫之心看待，也有人責備他以宗教裁判官之心看待，就像參與了宗教裁判所核可的殘忍手段。比較中肯的判斷是，他既沒有反對這場討伐，但也沒有發出質疑。

### 成立道明會
1215年，道明取得主教弗克的同意，在图卢兹建立據點。修士們在這裡接受神學和信仰教學的訓練，並過著禁慾的生活。同時，主教也給道明一個受薪的牧職。接著，他陪同弗克前往羅馬參加大公會議，其中一個議題就是討論「當代傳道的失敗之處」。道明在會議中提出成立傳道修會，並提出新的修會規章。但會議成員不同意新的規章，因此否決了他的提議。教宗依諾增爵三世建議他使用舊有的聖奧古斯丁規章(Rule of St. Augustine)。道明採納建議，回到图卢兹，並請求教宗何諾三世的核准。1216年，教宗核准請求，道明會成立。這是第一個以傳道為宗旨的修會。道明持續在羅馬工作，他是教宗直屬的神學家，又接收聖西思篤(St. Sixtus)教堂，成為道明會的管理中心。他也差派二位修士去巴黎大學，十四位去歐洲巡迴佈道。

### 工作的拓展
道明在義大利、西班牙和法國建立許多據點，修會的成員也不斷成長。1220年，道明會在倫巴底使十萬異端者歸信，並為平信徒成立修會(Militia of Christ)。同年，道明會聲明放棄財產和固定薪資，它只留下自己的據點和教堂，並靠施捨維持運作。修士們捨棄勞動的維生方式，專注於研究、傳道和牧職。道明也為修會設立典範：刻苦、守貧、禁食和其他禁令、祈禱、懺悔和以智慧傳道的熱情。他也在波隆那舉行兩場會議，會中有三項決議：第一，差派道明會修士前往英格蘭、匈牙利、希臘；第二，在牛津建立管理中心；第三，在理智生活與一般需求取得堅定和有效的平衡。

### 逝世與封聖
1221年8月6日，道明死於義大利的波隆那，享年五十一歲。1234年8月4日，由教宗額我略九世封為聖人。據載，他是因嚴格簡約的生活、以及工作上的勞碌，精疲力竭而死。

## 異端裁判所
道明個人是否有分於異端裁判所的產生，是一個已經爭議幾世紀的議題  。從道明當時期的歷史資料來看，道明並未涉入異端裁判所。如同近年一位歷史學家所言: 「道明是第一位異端裁判者嗎? 絕對不是! 單就時間來看，就足以解決此爭議:道明死於一二二一年，而異端裁判所是到一二三一年才設立。」

## 其他

### 主保
道明被視為天文學家、科學家和多明尼加共和國的守護聖徒。

### 玫瑰經
據說當十字軍攻擊阿爾比派時，道明非常沮喪。此時聖母瑪利亞向他顯現，並給他一圈玫瑰。聖母要他每天誦讀玫瑰經，並將經文教導他人。因此，有人認為道明帶來玫瑰經。事實上在他以前，人們已在使用玫瑰經。

### 傳道風格
道明的傳道風格以謙卑和熱情著稱。他徒步旅行，手持木杖，肩頭的包裹放著衣物。他身無分文，將自己交給旅伴和上主照顧。有時會挨家乞討麵包，他總是謙卑地感謝施捨的人，甚至下跪。他深受神的話語吸引以至於興奮忘形，他會邊思考邊做手勢，好像正和某個人說話一樣。他會向在道路、城鎮、村落、城堡和修院遇見的每一個人傳道。

## 擴展閱讀
- Bedouelle, Guy. Saint Dominic: The Grace of the Word, Ignatius Press, 1995, ISBN 0-89870-531-2
- Bedouelle, Guy. "The Holy Inquisition: Dominic and the Dominicans" an article from Bedouelle, Guy. Saint Dominic: The Grace of the Word, Ignatius Press, 1995
- Guiraud, Jean. . Digitized by Google Books 16 August 2007. Duckworth. 1913. Full text at archive.org
- Francis C. Lehner, ed., St Dominic: biographical documents. Washington: Thomist Press, 1964 Full text
- McGonigle, Thomas; Zagano, Phyllis. . Collegeville, MN: The Liturgical Press. 2006. ISBN 978-0-8146-1911-7.
- Pierre Mandonnet, M. H. Vicaire, St. Dominic and His Work. Saint Louis, 1948 Full text at Dominican Central
- Catholic Encyclopedia: St. Dominic （页面存档备份，存于） by John B. O'Conner, 1909.
- Tugwell, Simon. . New York: Paulist Press. 1982  [2014-08-08]. ISBN 978-0-8091-2414-5. （原始内容存档于2022-02-23）.
- Vicaire, M.H. . Translated by Kathleen Pond. Green Bay, Wisconsin: Alt Publishing. 1964. ASIN B0000CMEWR.
- Wishart, Alfred Wesley. . Freely available eText. Project Gutenberg. 1900  [2014-08-08]. （原始内容存档于2014-07-31）.

## 外部連結
- .   [2014-08-08]. （原始内容存档于2012-06-22）.
- . OP Center of Study. （原始内容存档于28 August 2018）.
- . （原始内容存档于12 January 2018）.
- . （原始内容存档于7 January 2018）. (translation by W. Caxton, First Edition in 1483)